# Biodisponibilitat
En farmàcia, la biodisponibilitat s'utilitza per a descriure la porció d'una dosi administrada d'un medicament que assoleix el sistema circulatori, una de les principals propietats farmacocinètiques d'un fàrmac. Així, quan s'administra un fàrmac de forma intravenosa, la seua biodisponibilitat assoleix el 100%. Per contra, quan un medicament s'administra mitjançant altres vies (com per via oral o tòpica), la seua biodisponibilitat decreix (a causa de l'absorció incompleta i un metabolisme primari). La biodisponibilitat és una de les ferramentes essencials en la farmacocinètica que ha de ser considerada per a calcular dosis per a vies d'administració no intravenoses.
En ciències ambientals i agrícoles, la biodisponibilitat és la mesura per la qual diverses substàncies del medi ambient poden entrar en els organismes vius. Normalment és un factor limitant en la producció de cultius (a causa de la limitació de la solubilitat o l'absorció dels nutrients de les plantes als col·loides del sòl) i en l'eliminació de substàncies tòxiques de la cadena alimentària pels microorganismes (a causa de la sorció o la partició de substàncies que altrament serien degradables en fases inaccessibles del medi ambient). Un exemple notable per a l'agricultura és la deficiència de fòsfor vegetal induïda per la precipitació amb fosfats de ferro i alumini a un pH baix del sòl i la precipitació amb fosfats de calci a un pH alt del sòl.
La biodisponibilitat és un factor que influeix en la biodegradació.
Els materials tòxics del sòl, com el plom de la pintura, poden deixar de ser disponibles per als animals que ingereixen sòl contaminat subministrant-hi un excés de fertilitzants de fòsfor. Els contaminants orgànics com els dissolvents o els pesticides poden deixar de ser disponibles per als microorganismes i, per tant, persisteixen al medi ambient quan s'adsorbeixen als minerals del sòl o formen partícules de matèria orgànica hidrofòbica.

## Definició
Biodisponibilitat és la mesura del ritme i l'extensió del fàrmac terapèuticament actiu que assoleix la circulació sistèmica i és disponible al lloc d'acció. (Shargel & Yu, 1999)
S'expressa amb la lletra F.

## Biodisponibilitat absoluta

La biodisponibilitat absoluta és una proporció de les àrees sota les corbes. iv, intravenosa; po, ruta oral. C és la concentració plasmàtica (unitats arbitràries)

La biodisponibilitat absoluta mesura la disponibilitat del fàrmac actiu al torrent circulatori després d'una administració no intravenosa (per exemple: oral, rectal, transdèrmica o subcutània).
Per a determinar la biodisponibilitat absoluta d'un fàrmac, s'ha de donar un estudi farmacocinètic per a obtindre una gràfica de la concentració plàsmica del fàrmac vers el temps després de l'administració intravenosa i l'extravascular. La biodisponibilitat absoluta és l'àrea sota la corba (ASC) de la gràfica extravascular dividida per l'ASC de la gràfica intravenosa.
{\displaystyle F={\frac {[ASC]_{po}*dosi_{IV}}{[ASC]_{IV}*dosi_{po}}}}
Teniu en compte ací que el fàrmac donat per via intravenosa tindrà una biodisponibilitat d'1 (F=1). Els fàrmacs donats mitjançant altres vies tindran una biodisponibilitat absoluta de menys d'1.